# Treviso FBC
Treviso FBC är en fotbollsklubb från Treviso i Italien, bildad 1993. Klubben bildades ursprungligen 1909 och har gått i konkurs två gånger, 1993 och 2009, men har snabbt återbildats under nytt namn. Klubben deltog i Italiens högsta liga, serie A, under säsongen 2005/2006. 

### Fotnoter
1. ↑  Claudio Gallaro (23 juni 2011). ”Treviso, nasce la nuova Srl” (på Italian). TuttoLegaPro. Arkiverad från originalet den 20 mars 2012. https://web.archive.org/web/20120320232921/http://www.tuttolegapro.com/?action=read&idnotizia=30083. Läst 23 juni 2011.